# 三圍

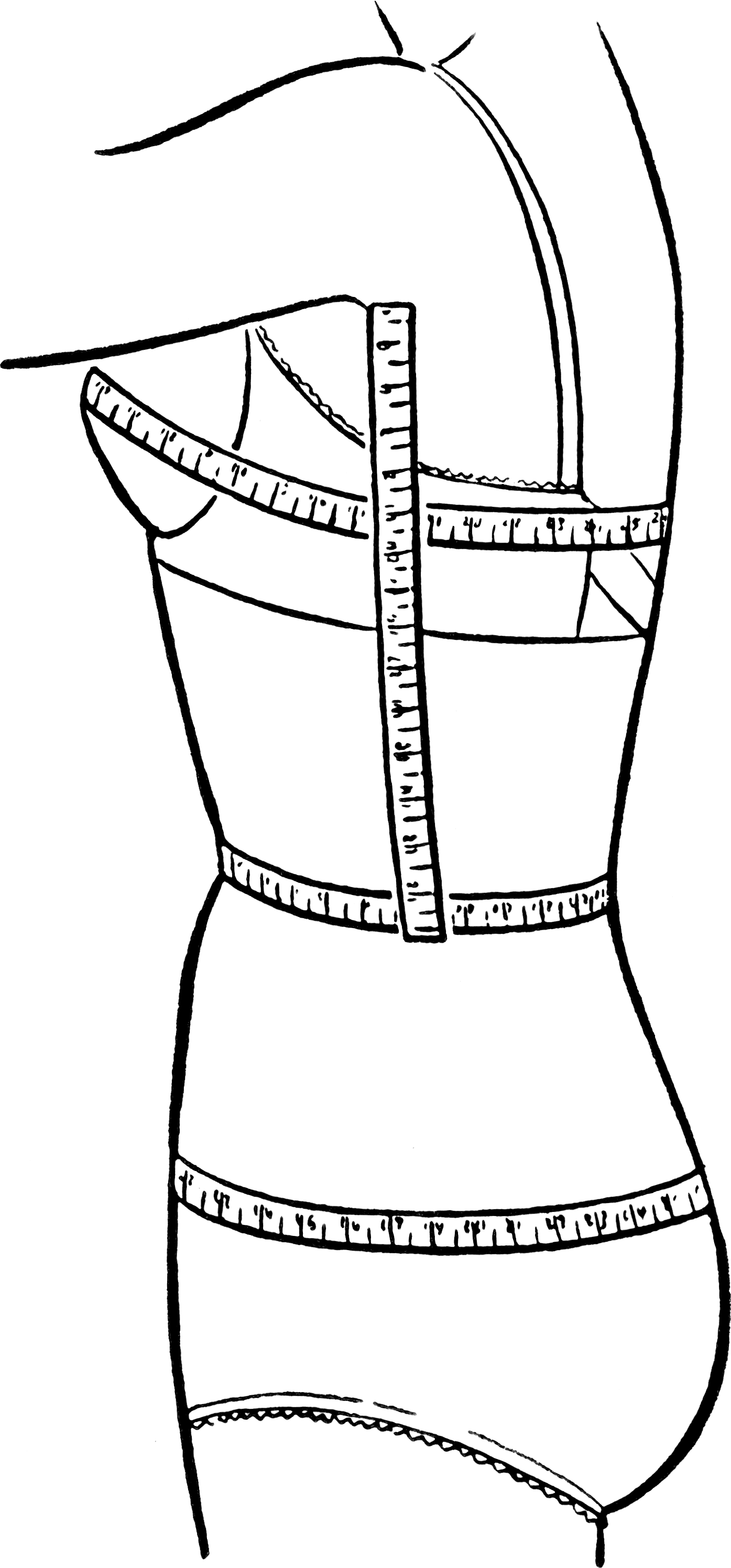
測量胸圍、腰圍、臀圍線條的緊身胸衣圖

三圍在人體量度上是指胸圍（上圍）、腰圍（中圍）和臀圍（下圍），即 Bust (Chest) / Waist / Hips，女性简写为B/W/H，男性則簡寫為C/W/H，也就是胸部、腰部及臀部的周長，量度單位為厘米或者英寸。三圍經常用於時裝界，通常只用於女性身上。

## 區別
很多人誤會胸圍的數字越大，代表該人的乳房罩杯越大。而事實上，罩杯決定是看「上胸圍」減「下胸圍」的差；三圍中的胸圍係指上胸圍，也就是以乳頭為圓周上的點所測出的長度，而下胸圍是指乳房基部的圍長。因此只看三圍中的數字是完全無法判斷罩杯大小。

## 其他領域
在棒球統計中，擊球員的打擊率、上壘率與長打率三項打擊數據合稱為「打擊三圍」，是衡量球員打擊表現的重要指標之一。

## 相關資料
1. ↑  Khamsi, Roxanne. . NewScientist.com news service. 2007-01-10  [2017-10-21]. （原始内容存档于2015-04-26）.